# 古城街道 (泌阳县)
古城街道是中华人民共和国河南省驻马店市泌阳县下辖的一个街道办事处。

## 行政区划
古城街道下辖以下村级行政区划单位：
东关社区、新兴社区、古城社区、新华社区、大岗村、七里岗村、史楼村、杨院村和南杨庄村。